# Корено
Корено (устар. Корнево) — озеро в Пеновском муниципальном округе Тверской области России.
В озеро впадает река Ржавица, являющаяся верховьем реки Половизьма, вытекает река Мостовлянка (Половизьма), соединяющая Корено с озером Долгим.
На южном берегу озера расположены деревни Корено-Бубново и Корено-Княжево.

## Данные водного реестра
По данным государственного водного реестра России относится к Верхневолжскому бассейновому округу, водохозяйственный участок реки — Волга от истока до Верхневолжского бейшлота. Речной бассейн реки — (Верхняя) Волга до Куйбышевского водохранилища (без бассейна Оки).
Код объекта в государственном водном реестре — 08010100111110000000216.